# اکشا

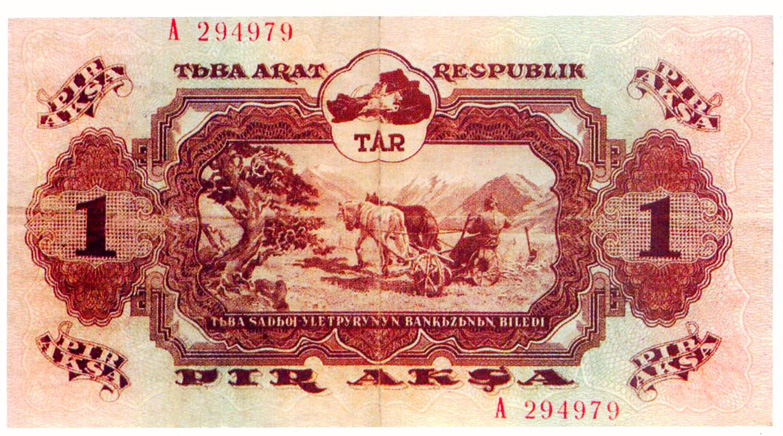
اسکناس اکشا

اکشا واحد پول تووا مابین سال‌های ۱۹۳۴ و ۱۹۴۴ میلادی بود. هر اکشا به ۱۰۰ کوپک تقسیم می‌شد.
قبل از اینکه اکشا معرفی شود دولت تووا از اسکناس‌های روسی به صورت مهر خورده استفاده می‌کرد. اولین سری این اسکناس‌های مهر خورده (که در ۱۹۲۴ توزیع شد) از اسکناس‌های یان استفاده می‌کرد. ارزش هر قطعه آن در مقیاس دولت مرکزی که یان نام داشت معادل با مقدار درج شده روی اسکناس به عنوان یان بود (که بعدها دیگر استفاده‌اش منسوخ شد). سری دوم که در ۱۹۳۳ میلادی توزیع شد از همان روش سابق مهرزنی روی اسکناس‌های دولت مرکزی شوروی استفاده می‌کرد، تنها با این تفاوت که این بار اسکناس‌های روبل و چروونت جای یان را گرفته بودند.
سکه‌هایی که در ۱۹۳۴ میلادی ضرب شدند در قطعه‌های ۱ و ۲۰ کوپکی بودند. اسکناس‌ها نیز که در ۱۹۳۵ و ۱۹۴۰ میلادی چاپ می‌شدند در قطعات ۱ تا ۲۵ اکشا توزیع می‌شدند.